# Ngọc Liên, Cẩm Giàng
Ngọc Liên là một xã thuộc huyện Cẩm Giàng, tỉnh Hải Dương, Việt Nam.
Xã Ngọc Liên có diện tích 7,23 km², dân số năm 1999 là 7360 người, mật độ dân số đạt 1018 người/km².